# Ivo Antonino Pilotto
Ivo Antonino Pilotto (Tombolo, 1942) è un imprenditore e dirigente sportivo italiano.

## Biografia
Commerciante all'ingrosso di bestiame, nel 1979 diventa presidente del Calcio Padova. Arrivato per ricostruire la squadra appena retrocessa per la prima volta in Serie C2 conquista subito la Coppa Italia Serie C. Tra il 1980 e il 1983 nell'arco di tre stagioni ottiene due promozioni riportando il Padova dalla Serie C2 alla Serie B. Nella stagione 1983-1984 arriva in finale nella Coppa Anglo-Italiana persa contro il Cosenza. Chiude la sua esperienza nel Padova dopo l'illecito sportivo nel Caso Padova che vede Pilotto assolto ma la squadra declassata all'ultimo posto e retrocessa in Serie C1.